# Hoplebaea anguliceps
Hoplebaea anguliceps är en skalbaggsart som beskrevs av Louis Burgeon 1945. Hoplebaea anguliceps ingår i släktet Hoplebaea och familjen Melolonthidae. Inga underarter finns listade i Catalogue of Life.